# サラ・ハギガット＝ジュー
サラ・ハギガット＝ジュー（英語: Sara Haghighat-Joo、ペルシア語: سارا حقیقت‌جو、1994年6月17日 - ）は、カナダのプロボクサー。現WBA女子世界ライトフライ級レギュラー王者。

## 来歴
両親はサラが生まれる前にイランからカナダに移住。
アマチュア時代はカナダ王座3度、アイルランド王座2度戴冠。2022年は祖父母の国であるシエラレオネ代表として 国際大会に出場した。
2022年11月12日、Nayeli Verde戦でプロデビューし判定勝利。
2024年4月27日、プロ4戦目でグアダルーペ・バウティスタが持つWBA女子世界ライトフライ級レギュラー王座に挑戦し、3-0判定で王座奪取に成功。カナダボクシング史上最速での世界王座獲得となった。

## 戦績
- プロボクシング：4戦 4勝 (0KO) 無敗

| 戦           | 日付           | 勝敗 | 時間 | 内容    | 対戦相手                   | 国籍     | 備考                                    |
| ------------ | -------------- | ---- | ---- | ------- | -------------------------- | -------- | --------------------------------------- |
| 1            | 2022年11月12日 | ☆    | 8R   | 判定3-0 | Nayeli Verde               |          | プロデビュー戦                          |
| 2            | 2023年2月25日  | ☆    | 10R  | 判定3-0 | Mayela Perez               |          |                                         |
| 3            | 2023年10月21日 | ☆    | 8R   | 判定3-0 | Esmeralda Gaona Sagahon    |          |                                         |
| 4            | 2024年4月27日  | ☆    | 10R  | 判定3-0 | グアダルーペ・バウティスタ | メキシコ | WBA女子世界ライトフライ級タイトルマッチ |
| テンプレート |                |      |      |         |                            |          |                                         |

## 獲得タイトル
- WBA女子世界ライトフライ級レギュラー王座（防衛0）